# Classe Spirit
A Classe Spirit é uma classe de navios de cruzeiro fabricados pelo estaleiro finlandês "Hietalahti" da cidade de Helsinki, para "Carnival Cruise Lines" e "Costa Cruises", ambas empresas subsidiárias da "Carnival Corporation & plc".
Os navios construidos são do tipo "Panamax" e tem as dimensões que permite a sua passagem pelo Canal do Panamá.

## Navios
| Ano de construção | Navio              | Operador         | Tonelagem bruta | Bandeira do navio | Imagem |
| ----------------- | ------------------ | ---------------- | --------------- | ----------------- | ------ |
| 2000              | Costa Atlantica    | Costa Cruises    | 85.619          | Itália            |        |
| 2001              | Carnival Spirit    | Carnival Cruises | 85.920          | Panamá            |        |
| 2001              | Carnival Pride     | Carnival Cruises | 85.619          | Panamá            |        |
| 2002              | Carnival Legend    | Carnival Cruises | 85.920          | Bahamas           |        |
| 2003              | Costa Mediterranea | Costa Cruises    | 85.700          | Itália            |        |
| 2004              | Carnival Miracle   | Carnival Cruises | 85.700          | Bahamas           |        |
| 2009              | Costa Luminosa     | Costa Cruises    | 92.700          | Itália            |        |
| 2010              | Costa Deliziosa    | Costa Cruises    | 92.600          | Itália            |        |

O Costa Atlantica foi lançado ao mar em 11 de novembro de 1999, e entrou em operação no dia 17 de julho de 2000; o  navio Carnival Spirit iniciou os seus serviços em 29 de abril de 2001; Carnival Pride realizou o seu primeiro cruzeiro em 12 de janeiro de 2002; Carnival Legend foi lançado ao mar em 17 de dezembro de 2001, e batizado em 21 de agosto de 2001, entrenado em serviço no mesmo mês;o Costa Mediterranea foi completado em maio de 2003; e o Carnival Miracle teve a sua viagem inaugural em 27 de fevereiro de 2004, entrando em serviço em abril do mesmo ano.

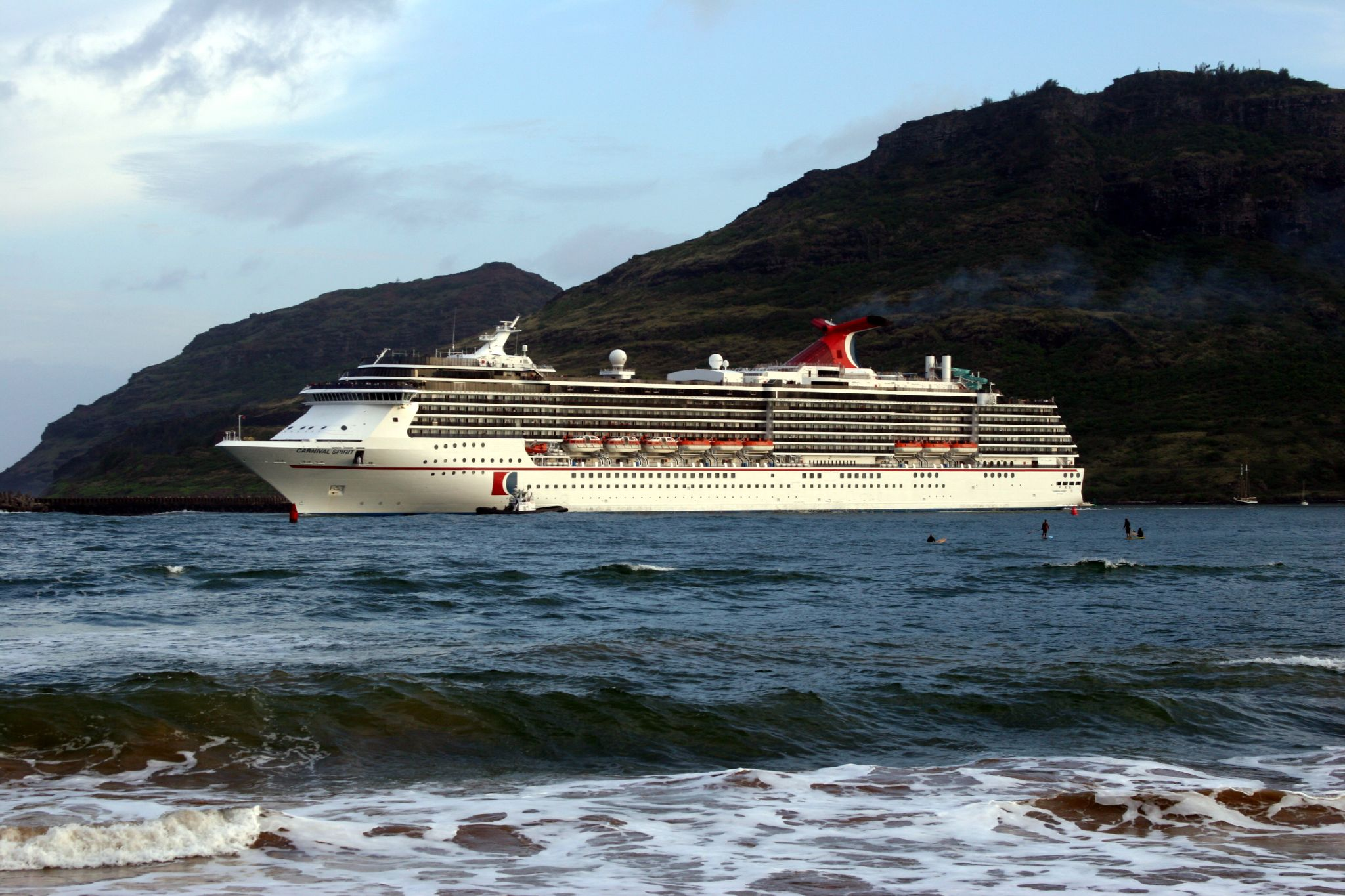
Carnival Spirit
Ilha de Kauai,Hawai

## Navios semelhantes
- "Radiance Class" - Classe similar aos navios "Panamax" operados pela "Royal Caribbean International".
- "Classe Vista" - Classe similar aos navios "Panamax" operados pela "Holland America Line", "P&O Cruises" e "Cunard Line".
- "Coral Princess" e "Island Princess" - Navios com as características do "Panamax" operados pela "Princess Cruise Line".